# Carmina Pleyan i Cerdà
Carmina Pleyan i Cerdà (Lérida, 1917 – Barcelona, 24 de febrero de 2011) fue una lingüista española, cuya contribución a la enseñanza del castellano fue decisiva dentro de las enseñanzas medias en los años 50.  

## Trayectoria
Catedrática de lengua y literatura española por la Universidad de Barcelona, Pleyan fue profesora de enseñanza secundaria de lengua castellana en Lérida, Figueras y Gerona. El 1963, obtuvo la cátedra del Instituto Montserrat y desde 1970 a 1975 fue responsable de orientación pedagógica del Instituto Joanot Martorell de Barcelona.
El 1933, formó parte de la tertulia literaria del Ateneo Barcelonés con Joan Vinyoli, Òscar Samsó, su futuro marido Josep García López, Francesc Gomà i Musté y Pere Ribera. Durante los años 50, elaboró manuales escolares de aprendizaje de castellano para el editorial Teide, que destacan por el dominio de recursos sintácticos y gramaticales de la lengua como elemento básico para una mejor expresión de las ideas.

## Obras
- El Teatro Romántico (1946)
- Gamma: Curso de lengua castellana (1950)
- Verbo. Segundo curso (1955)
- Teoría literaria (1967) con Josep García López
- Sintagma. Lengua y literatura españolas (1972) con Josep García López
- Reflexiones sobre la enseñanza de la lengua (1975) en Cuadernos de Pedagogía.